# Lars-Erik Husberg

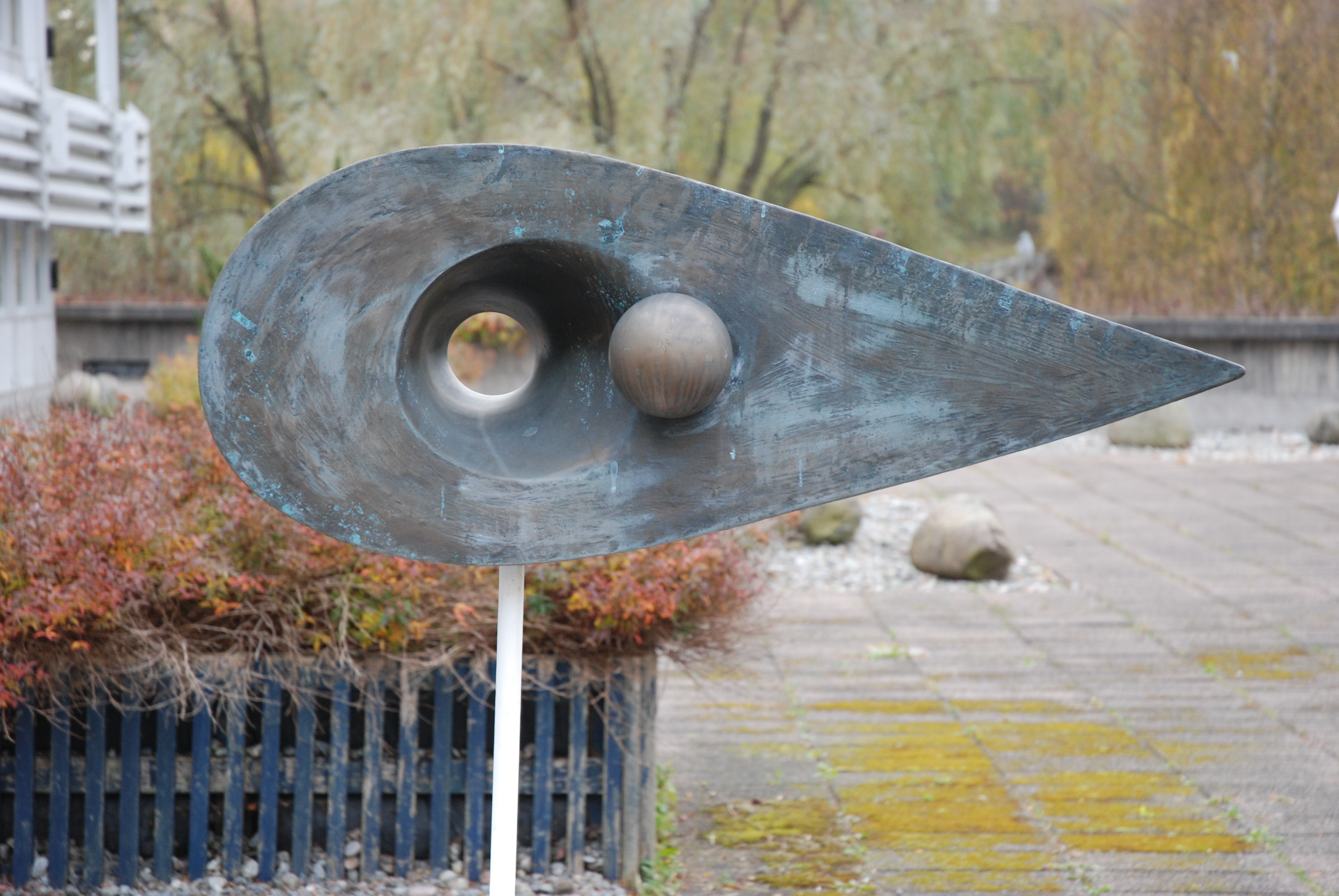
Ögat, utanför Lidingö stadshus.

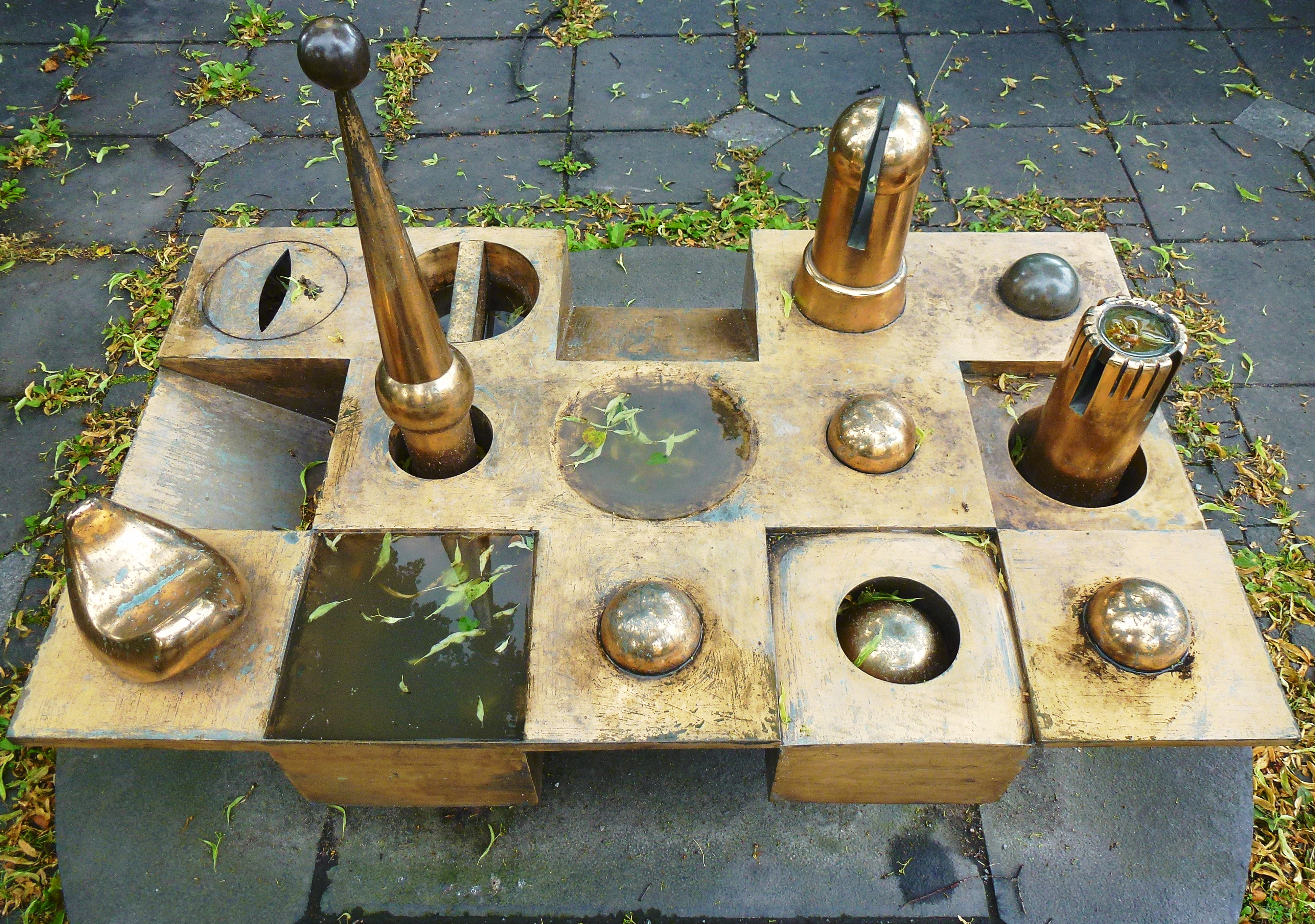
Staden, på Karlavägen i Stockholm.

Lars-Erik Husberg, född 12 januari 1913 i Göteborg, död 14 februari 2006 i Lidingö, var en svensk skulptör, tecknare och grafiker. Han var son till Knut Husberg, halvbror till Marguerite Husberg och farbror till Maud Husberg samt mellan 1945 och 1959 gift med konstnären Lis Husberg.

## Biografi
Lars-Erik Husberg utbildade sig på Reimann School i London, Högre Konstindustriella Skolan i Stockholm och Skolan för grafisk konst på Konstakademien i Stockholm. Han arbetade som lärare på Konstfack. Husberg är begravd på Lidingö kyrkogård.

## Offentliga verk i urval
- Staden, brons, uppsatt 1967 på Karlavägens skulpturstråk i Stockholm
- Ögat, brons, uppsatt 1985 utanför Lidingö stadshus
- Skuggan, brons, Ärvingeskolan i Kista i Stockholm